# Yves Jullian
Yves Jullian, né le 19 juillet 1918 à Marseille et mort le 21 septembre 1983 à Saint-Jean-d'Ataux en Dordogne, est un ingénieur géologue français, officier des Forces françaises libres pendant la Seconde Guerre mondiale. Il est Compagnon de la Libération.

## Biographie
Yves Jullian naît à Marseille le 19 juillet 1918. Il réussit un double baccalauréat en lettres et en mathématiques, puis part en 1936, à 17 ans, pour participer à la guerre d'Espagne, mais en revient peu après. Il effectue des études scientifiques, obtient en 1938 une licence ès sciences, et l'année suivante est ingénieur diplômé de l'École supérieure de géologie de Nancy,.
Il commence sa carrière au Cameroun, dans la prospection aurifère. Ayant eu la poliomyélite dans son enfance, il a été déclaré inapte au service militaire ; mais pendant la Seconde Guerre mondiale, lorsqu'il apprend en juin 1940 la chute de Paris, il veut continuer la lutte et rejoindre le Nigeria, alors colonie britannique. Lorsque le Cameroun se rallie à l'Afrique française libre, Jullian se rend à Yaoundé et s'y engage comme simple soldat en septembre 1940 dans les Forces françaises libres.
Affecté à la 13e demi-brigade de Légion étrangère (13e DBLE),, il combat dans la campagne d'Érythrée. Il y est blessé en mars 1941 à la bataille de Keren. Il prend part ensuite à la campagne de Syrie en juin 1941. Son comportement dans les combats est remarqué, et lui vaut d'être désigné pour suivre à Damas les cours d'élève-officier.
Il en sort aspirant en octobre 1941, à vingt-trois ans, et retourne à la 13e DBLE, comme chef de section. Il participe à la campagne de Libye et à la bataille d'El Alamein en octobre 1942, aux combats d'El Himeimat.
Jullian devient sous-lieutenant en mars 1943. Il s'illustre pendant la campagne de Tunisie en faisant quatorze prisonniers le  9 mai 1943, puis pendant la campagne d'Italie en conquérant son objectif et en repoussant une contre-attaque le 15 juin 1944. Lors de ce dernier engagement il est blessé en voulant secourir un autre officier ; il est hospitalisé pendant un mois.
Une fois remis, il rejoint la 13e DBLE pour le débarquement en Provence et participe à la libération de Hyères. Dans la suite de la campagne de France, il est officier de liaison jusqu'en novembre 1944, et est volontaire pour les missions périlleuses.
Il participe à la bataille des Vosges et à la bataille d'Alsace, et combat notamment le 23 novembre 1944 au ballon d'Alsace. Il est promu lieutenant le 25 décembre 1944, et créé Compagnon de la Libération par le décret du 29 décembre 1944. Il est de nouveau gravement blessé le mois suivant, en entraînant ses hommes à l'attaque de Grussenheim le 27 janvier 1945. C'est sa troisième blessure grave en cinq ans de campagne. Il passe la fin de la guerre à l'hôpital.
Après la guerre, Yves Jullian reprend des études à l'École nationale supérieure du pétrole et des moteurs et en est diplômé ingénieur en 1948. Il travaille dans la prospection pétrolière, devient en 1961 le président de la société de recherches géophysiques Independex jusqu'en 1964. Il travaille ensuite pour une société algérienne, puis en Libye pour Elf Aquitaine, et enfin comme ingénieur indépendant de 1973 à 1978. Il prend sa retraite en Dordogne.
Yves Jullian meurt le 21 septembre 1983 à Saint-Jean-d'Ataux en Dordogne.

## Hommages et distinctions

### Décorations
Ses principales distinctions sont :
- Commandeur de la Légion d'honneur ;
- Compagnon de la Libération, par décret du 29 décembre 1944[7] ;
- Croix de guerre 1939–1945, cinq citations ;
- Médaille de la Résistance française avec rosette, par décret du 3 août 1946[8] ;
- Croix militaire.

### Autres hommages
- La promotion 2011 de l'École nationale supérieure de géologie de Nancy porte son nom[9].